# Theretra insignis
Theretra insignis es una polilla de la familia Sphingidae. Es endémica de Indonesia.
Es muy similar a Theretra kuehni pero más grande y el borde las alas delanteras es más apuntado.
La parte superior del abdomen tiene dos líneas dorsales blancas muy marcadas que algunas veces se fusionan. 
La parte superior de las alas delanteras es similar a Theretra turneri pero el espacio entre las líneas tercera y quinta de la mitad trasera es blanco plateado y curvado y la sexta línea de la mitad trasera es solo ligeramente dentada.

## Sinonimia
- Panacra insignis (Butler, 1882)